# Norfork (Arkansas)
Norfork est une municipalité du comté de Baxter, dans l’État de l'Arkansas aux États-Unis.

## Démographie
| 1920 | 1930 | 1940 | 1950 | 1960 | 1970 |
| ---- | ---- | ---- | ---- | ---- | ---- |
| 224  | 247  | 304  | 431  | 283  | 266  |

| 1980 | 1990 | 2000 | 2010 | - | - |
| ---- | ---- | ---- | ---- | - | - |
| 399  | 394  | 484  | 511  | - | - |